# Muttahidun
La coalizione dei Muttahidun (ائتلاف متحدون للاصلاح I'tilāf Muttaḥidūn lil-Iṣlāḥ), ossia "Alleanza degli Uniti per la Riforma", è una coalizione politica sunnita in Iraq, formata nel dicembre 2012 dalla riunione di una decina di gruppi, sotto l'egida di Usama al-Nujayfi, Presidente del Parlamento iracheno dal 2010.

## Storia
La coalizione dei Muttahidun nacque con l'obiettivo di unire le istanze dei governatorati a maggioranza sunnita, come Governatorato di Salah al-Din, Diyala e al-Anbar, che dall'ottobre 2012 avevano cercato di ottenere legalmente l'autonomia come previsto dalla Costituzione federale irachena, suscitando la repressione del premier Nuri al-Maliki, che temeva la costituzione di un feudo per neo-baathisti e jihadisti all'interno dell'Iraq.
Anche lo Shaykh Abd al-Malik al-Saadi, un predicatore sunnita ex-baathista, condannò la proposta in una fatwa, in quanto divisiva della nazione irachena, mentre il Consiglio giuridico degli ulema appoggiò il movimento sunnita, organizzando la chiusura delle moschee in concomitanza con le proteste. Il movimento, che prese il nome di Hirak; chiedeva le dimissioni di Maliki e la creazione di una regione autonoma nelle sei province sunnite. Il suo leader fu lo Shaykh Mohammed Taha al-Hamdun di Samarra.
In vista delle elezioni provinciali del 2013, molti dei maggiori partiti iracheni sunniti, che complessivamente avevano ottenuto 42 seggi nelle precedenti elezioni legislative del 2010, formarono nel dicembre 2012 la coalizione elettorale dei Muttahidun, tra i quali:
- la lista al-Hadba del governatorato di Ninive, guidata da Usama al-Nujayfi, che si era presentata alle elezioni del 2010 come parte della coalizione Iraqiyya di Iyad Allawi; a seguito del successo elettorale, al-Nujayfi aveva ottenuto l'incarico di Presidente del Parlamento iracheno, e si era affermato come oppositore del premier Nuri al-Maliki;
- il Partito Islamico Iracheno, guidato da Ayad al-Samarrai, ex Presidente del Parlamento iracheno nel 2009;
- il gruppo legato ai movimenti del risveglio di Ahmed Abu Risha;
- il gruppo dell'ex ministro delle Finanze Rafi al-Issawi, sunnita, che era stato vittima della campagna di epurazione di al-Maliki, subendo nel dicembre 2012 l'arresto di 150 membri del suo staff[4] e un tentativo di attentato nel gennaio 2013,[5] dimettendosi ufficialmente dal 1º marzo;[6]
- il Fronte Turcomanno Iracheno, della minoranza etnica turcomanna.

Alle elezioni provinciali del 20 aprile 2013, la coalizione Mutahidun si presentò nei governatorati di Ninive, Salāh al-Dīn, Baghdad, al-Anbar e Basra, mentre nei governatorati di Diyala e Babilonia la coalizione si unì ad altri gruppi politici nelle liste Iraqiyat Diyala ed Iraqiyat Babil. Successivamente alle elezioni, il 25 giugno, si aggregò anche il partito di Husseyn Khalaf 'Alaw Hamid, così da raggiungere la maggioranza nel Consiglio provinciale di Ninive.
Nel maggio 2013, il Consiglio giuridico degli ulema rilasciò una dichiarazione ufficiale in cui avallava la creazione di una regione autonoma sunnita.
Tuttavia la repressione del governo mostrò che il principale obiettivo della coalizione, ossia la creazione di una regione federale sunnita in Iraq, sul modello di quella già esistente del Kurdistan iracheno, appariva di difficile attuazione, portando la protesta a trasformarsi in una seconda insorgenza, a partire dal governatorato di al-Anbar. L'esercito iracheno represse gli insorti e sciolse le forze paramilitari sunnite Sahwa. La repressione coinvolse anche leader politici che avevano guidato le proteste pacifiche, come Ahmad al-Alwani, leader del Partito Islamico Iracheno a Ramadi, che fu arrestato il 29 dicembre 2013.
Nella campagna elettorale per le elezioni legislative del 2014, Usama al-Nujayfi cercò di avvicinarsi all'Iran e al governo, aspirando alla Presidenza dell'Iraq, ma a seguito dello scoppio della guerra civile si avvicinò alla posizione degli insorti, che avevano preso il controllo anche del suo territorio di origine, Ninive, accusando il governo di al-Maliki di "genocidio" contro i sunniti.
La coalizione dei Muttahidun ottenne il 5% dei voti e 23 seggi. Usama al-Nujayfi non venne rieletto come Presidente del Parlamento, e assunse il ruolo, in larga parte simbolico, di vice-presidente dell'Iraq. La coalizione dei Muttahidun, ancora guidata da Usama al-Nujayfi, ha visto ridursi il proprio peso politico negli anni della guerra a Daesh, tanto che alle elezioni legislative del 2018 ottenne soltanto 14 seggi.

## Membri
La coalizione era formata dai seguenti partiti:
- Movimento Nazionale per lo Sviluppo e la Riforma, di Mohammad Nasir Dali Ahmed
- Al-Hadba, di Usama al-Nujayfi e Athīl al-Nujaifi
- Conferenza del Risveglio Iracheno, di Ahmed Bazi Ftikhan Abd al-Hamid
- Raggruppamento civile per la Riforma, di Salem Abdullah Ahmed Nasir
- Raggruppamento tribale indipendente nazionale, di Omar Hejil Hamd Shabib
- Raggruppamento nazionale delle tribù Um al-Rabeain, di Hussein Khalaf Alaw Hamid
- Protettori del movimento iracheno, di Ahmed Abd Hamdai Shawish al-Massari
- Raggruppamento della provincia di Baghdad, di Talal Khudhair Abbas Gaed al-Zobai
- Unione indipendente della gente di Shirqat, di Mudhhi Hussein Awadh Shalal
- Raggruppamento Saladino per lo Sviluppo, di Ammar Youssif Hamoud Latouf
- Raggruppamento Terra degli Avi, di Daham Iwayed Multar Ahmed
- Raggruppamento Futuro nazionale (Rafi al-Issawi), di Dhafir Nadhim Salman Mahmoud
- Fronte Turcomanno Iracheno (al-Jabha al-Turkmāniyya al-ʿIrāqiyya), di Arshad Rashad Fatih Allah Abd al-Razaq
- Alleanza Nazionale Irachena del Risveglio e degli Indipendenti
- Partito Islamico Iracheno

## Critiche
La coalizione è stata criticata da altre formazioni politiche sunnite allineate con il premier Nuri al-Maliki di essere diretta dalla Fratellanza Musulmana, e non sono mancate insinuazioni che il gruppo avesse legami con altri gruppi fuori dell'Iraq.